# Djurgårdens IF herrfotboll 1915
Djurgårdens IF Fotboll, säsongen 1915. Denna säsong tog Djurgården sitt andra SM-guld efter finalseger även denna gången mot Örgryte IS. Dessutom vann man Wicanderska Välgörenhetsskölden för fjärde gången.

## Mästartrupp
Mästarlaget: Karl Runn, Melcher Johansson (Säwensten), Ragnar Wicksell, Bertil Nordenskjöld, Götrik Frykman, Victor Jansson, Gottfrid Johansson, Einar Olsson, Karl Schlaaf, Sten Söderberg och Karl Karlstrand.

## Matcher
| Omgång                | Datum               | Motståndare     | H/B | Resultat | Målskyttar                                                   | Domare                   | Publik | Arena              |
| --------------------- | ------------------- | --------------- | --- | -------- | ------------------------------------------------------------ | ------------------------ | ------ | ------------------ |
| Kvalomgång 1          | Onsdag 30 juni      | IF Swithiod     | H   | 5-0      | ?                                                            | ?                        | ?      | ?, Stockholm       |
| Kvalomgång 2          | Söndag 18 juli      | IK Sirius       | H   | 2-0      | ?                                                            | ?                        | ?      | ?, Stockholm       |
| Åttondelsfinal        | Söndag 8 augusti    | IFK Stockholm   | H   | 7-0      | ?                                                            | ?                        | ?      | ?, Stockholm       |
| Kvartsfinal           | Söndag 5 september  | Helsingborgs IF | H   | 0-0      |                                                              | ?                        | ?      | ?, Stockholm       |
| Kvartsfinal, omspel 1 | Söndag 12 september | Helsingborgs IF | B   | 2-2      | ?                                                            | ?                        | ?      | ?, Helsingborg     |
| Kvartsfinal, omspel 2 | Söndag 26 september | Helsingborgs IF | H   | 2-1      | ?                                                            | ?                        | ?      | ?, Stockholm       |
| Semifinal             | Söndag 3 oktober    | AIK FF          | H   | 2-1      | ?                                                            | ?                        | ?      | ?, Stockholm       |
| Final                 | Söndag 17 oktober   | Örgryte IS      | H   | 4-1      | Karlstrand 7', Johansson 25', Nordenskjöld ?', Söderberg 75' | Ruben Gelbord, Stockholm | 10 000 | Stockholms Stadion |

### Wicanderska Välgörenhetsskölden
| Omgång | Datum             | Motståndare | H / B | Resultat | Målskyttar | Domare | Publik | Arena              |
| ------ | ----------------- | ----------- | ----- | -------- | ---------- | ------ | ------ | ------------------ |
| Final  | Söndag 7 november | AIK FF      | H     | 1-0      | ?          | ?      | ?      | Stockholms Stadion |